# Barbora Závadová
Barbora Závadová, née le 23 janvier 1993 à Ostrava, est une nageuse tchèque spécialiste des épreuves de quatre nages.

## Biographie
Barbora Závadová est médaillée de bronze sur le 200 m quatre nages lors des Jeux olympiques de la jeunesse d'été de 2010. En 2012, elle obtient la même récompense sur cette distance aux Championnats d'Europe puis participe aux Jeux olympiques de Londres quelques semaines plus tard, obtenant comme meilleur résultat une quinzième place sur le 400 m quatre nages.

## Palmarès

### Championnats d'Europe

#### En grand bassin
- Championnats d'Europe 2012 à Debrecen ( Hongrie) :
  -  Médaille de bronze du 200 m quatre nages

#### En petit bassin
- Championnats d'Europe 2012 à Chartres ( France) :
  -  Médaille d'argent sur le 4 × 50 m quatre nages

### Universiade
- Universiade d'été de 2015 à Gwangju ( Corée du Sud) :
  -  Médaille d'argent du 400 m quatre nages

### Jeux olympiques de la jeunesse
- Jeux olympiques de la jeunesse d'été de 2010 à Singapour ( Singapour) :
  -  Médaille de bronze du 200 m quatre nages